# Никитин, Юрий Владимирович (продюсер)
Ю́рий Влади́мирович Ники́тин (укр. Юрій Володимирович Нікітін; род. 9 декабря 1967, Киев) — украинский музыкальный продюсер, создатель и генеральный директор компании mamamusic.

## Биография
Родился 9 декабря 1967 года в Киеве; родители: Владимир Андреевич (род. 16 марта 1931) и Людмила Андреевна (род. 4 июля 1931) Никитины, старшая сестра Светлана (род. 1952).
С отличием окончил киевское швейное профтехучилище по специальности портной верхней мужской одежды.
В 1986 году поступил в Киевский институт культуры и искусств.
В начале 1990-х работал в Москве музыкантом в группе «Авеню», в студии «Мираж». После возвращения в Киев летом 1990 года на фестивале «Весняні надії 90-х» познакомился с Ириной Билык, начинающей артисткой. Специалисты считают это событие началом становления украинского шоу-бизнеса.
Поначалу гастролировал с Билык в качестве бас-гитариста. В 1993 году с партнёрами создал продюсерскую компанию NOVA, которая занялась продюсированием украинских артистов. Первой артисткой, с которой компания подписала контракт, стала Ирина Билык. В 1990 году вышел первый альбом Ирины «Кувала зозуля» (рус. «Куковала кукушка»), в 1994 — «Я розкажу» (рус. «Я расскажу»), 1995 — «Nova», 1996 — «Так просто».
В 1997 году вышел альбом «Фарби» (рус. Фарбы — «краски, цвета»), проданный тиражом около 500 000 копий, что стало абсолютным рекордом для музыкального рынка Украины. В поддержку альбома Билык вместе с Максом Фадеевым и Линдой провела самый широкомасштабный гастрольный тур того времени «Фарби неба». Этот рекорд был достигнут только спустя 7 лет Веркой Сердючкой, с которой Юрий Никитин начал сотрудничество в 1996 г. Альбом «Ха-ра-шо!» продавался таким же тиражом и стал бриллиантовым.
С 1999 года Никитин стал работать под лейблом «Mamamusic». Главными артистами компании «Mamamusic» оставались Ирина Билык и Верка Сердючка.
В 2005 Никитин начал сотрудничество с группой «Авиатор». В 2005 году вышел первый альбом группы «В эфире», который стал «золотым» на Украине и был распродан тиражом более 50 тысяч копий.
В 2006 году Никитин запустил свой следующий продюсерский проект — группу «неАнгелы». Первый альбом группы «Номер один» также получил статус «золотого» и был распродан тиражом более 50 тысяч.
В 2007 году к компании «Mamamusic» присоединились ещё две группы — «Арктика» и «А. Р. М. И. Я.».
В 2007 году Верка Сердючка и команда «Mamamusic» участвовали на международном песенном конкурсе «Евровидение», где Сердючка заняла второе место.
В 2008 году Никитин открыл следующий проект, группу «NikitA». Первый хит «Машина» стал одним из самых скачиваемых треков года на Украине, а третий сингл «Верёвки» обратил на себя внимание Европы и России своей откровенностью. В том же году состоялся старт новой девичьей группы «Hollywood FM».

## Телевизионные проекты
В 2007 году Никитин стал музыкальным продюсером первой украинской «Фабрики звёзд» на «Новом канале», в 2009 году возглавил общенациональный канал «Тонис».
В 2010 году стал музыкальным продюсером вокального шоу «Суперзірка» телеканала «1+1», аналога голландского проекта PopStar.

## Личная жизнь
Жил в фактическом браке с Ириной Билык.
Жена — певица и телеведущая Ольга Горбачёва (род. 12 июля 1981).
Дочери Полина 2006 года рождения и Серафима 2014 года рождения.

## Артисты Юрия Никитина
- группа KAZKA (2017 — н.в)
- Верка Сердючка (1997 — н.в)
- Ирина Билык (1990 — 2014)
- группа НеАнгелы (2006 — 2021)
- группа NikitA (2008 — 2017)
- Ольга Горбачёва[укр.]*
- ROXOLANA